# Mekai Curtis
Mekai Matthew Curtis (* 14. Oktober 2000 in New Jersey) ist ein US-amerikanischer Schauspieler, der vor allem seit 2013 als Kinderdarsteller in Erscheinung tritt. 

## Leben und Karriere
Mekai Curtis wurde am 14. Oktober 2000 in viertkleinsten US-Bundesstaat New Jersey geboren und kam mit seinen Eltern und seiner jüngeren Schwester noch in jungen Jahren nach Kalifornien, um sich hier auf seine angehende Schauspielkarriere zu konzentrieren. So begann er seine Laufbahn als Schauspieler, wie die meisten der heutigen Kinderdarsteller, bei Werbeproduktionen für das Fernsehen und das Internet. 2007 war er dabei unter anderem in einem Nick-Jr.-Werbespot zur kurzweiligen Serie Die drei kleinen Schweinchen unter der Regie von Tonya Lee Williams beteiligt. Zu seinem schleppenden Durchbruch kam er ab dem Jahre 2013, als er unter anderem im Kurzfilm Bug von James Pillion, sowie in einer Episode der FOX-Serie Arrested Development mitwirkte. Weiters war er in diesem Jahr auch in jeweils einem Werbespot des Einzelhandelskonzern Walmart und des Drahtlos-Internet-Anbieters C Spire Wireless zu sehen.
Der eigentliche Durchbruch sollte erst mit dem Serienstart von Kirby Buckets auf Disney XD im darauffolgenden Herbst 2014 erfolgen. In der Jugend-Sitcom ist Curtis seitdem in der Rolle des Fish als einer der Protagonisten neben Jacob Bertrand, Cade Sutton, Olivia Stuck oder Tiffany Espensen zu sehen. Bisher wurden von der Serie bereits zwei Staffeln mit insgesamt 31 Episoden abgedreht, wobei die zweite Staffel im Oktober 2015 ihre US-Premiere feierte. In der deutschsprachigen Synchronfassung der Serie leiht ihm Till Flechtner die Stimme. Weitere Auftritte hatte der musikbegeisterte Mekai Curtis 2014 auch noch in einer Folge von Das Leben und Riley sowie im Kinofilm Die Coopers – Schlimmer geht immer unter der Regie des Puerto-Ricaners Miguel Arteta. Im Oktober 2015 und im Januar 2016 war er unter anderem mit Tenzing Norgay Trainor (von Liv und Maddie) in zwei Werbespots zur neuen Playmation-Reihe, dem Marvel’s The Avengers Starter Pack, zu sehen.
2016 übernahm er eine Sprechrolle in der Originalfassung der Serie Milo Murphy’s Law von den Machern von Phineas und Ferb. Er spricht den Charakter Zack Underwood und traf auf Schauspielkollegin Sabrina Carpenter, mit der er in der Vergangenheit bereits an Das Leben und Riley zusammengearbeitet hat.

## Filmografie
Filmauftritte (auch Kurzauftritte)
- 2013: Bug (Kurzfilm)
- 2014: Die Coopers – Schlimmer geht immer (Alexander and the Terrible, Horrible, No Good, Very Bad Day)

Serienauftritte (auch Gast- und Kurzauftritte)
- 2013: Arrested Development (1 Episode)
- 2014: Das Leben und Riley (Girl Meets World) (1 Episode)
- 2014–2017: Kirby Buckets
- 2021: Power Book III: Raising Kanan